# Lutz von Pufendorf
Lutz von Pufendorf, auch Ludwig von Pufendorf (* 8. Februar 1942 in Berlin) ist ein deutscher Politiker der CDU, Rechtsanwalt und ehemaliger Staatssekretär in Berlin.

## Leben
Lutz von Pufendorf besuchte das Gymnasium in Menden und studierte Rechtswissenschaften an der TU Berlin und an Universitäten in Bonn, Freiburg i.Br. und Köln. Während des Studiums wurde er Mitglied der katholischen Studentenverbindungen KStV Arminia Bonn und KStV Askania-Burgundia Berlin.
1972 trat er zunächst in den öffentlichen Dienst bei der Stadt Krefeld ein, ab 1973 beim Landkreis Grevenbroich. Er wechselte 1979 als Kulturreferent zum Deutschen Städtetag. Von 1981 bis 1984 amtierte er als Bürgermeister von Fulda. Anschließend bis 1989 wurde Pufendorf Staatssekretär beim Senator für kulturelle Angelegenheiten in Berlin (Volker Hassemer) und erneut von 1997 bis 1999 in der Senatsverwaltung für Wissenschaft, Forschung und Kultur (Peter Radunski). Von 2001 bis 2017 war Pufendorf Präsident der Guardini-Stiftung.
Sein Sohn Max von Pufendorf ist Schauspieler.

## Titel und Funktionen
Der von Pufendorf geführte Professorentitel geht auf eine 1985 verliehene Honorarprofessur der Hochschule für Musik Hanns Eisler Berlin zurück. Pufendorf ist Gründer der Ferenc-Fricsay-Gesellschaft, die an das Werk dieses Dirigenten erinnert. Ferner war er Vorsitzender des Förderervereins für das Brücke-Museum Berlin und veröffentlichte eine Dokumentation über die umstrittene Herausgabe des Kirchner-Gemäldes „Berliner Straßenszene“ von 1913.

## Name
Gemäß einem Interview mit seiner Mutter erhielt Pufendorf den in der väterlichen Familie verbreiteten Taufnamen Ludwig (nach Ludwig August von Pufendorf), aber unter der Bedingung, dass als Rufname Lutz verwendet werde. Pufendorf hat sowohl den Tauf- als auch den Rufnamen in seinen Publikationen genutzt.

## Schriften
- Lutz von Pufendorf (Hrsg.): Ferenc Fricsay, Retrospektive – Perspektive. Bock & Bote, Berlin 1988
- Hermann Glaser, Lutz von Pufendorf, Michael Schöneich (Hrsg.): So viel Anfang war nie. Deutsche Städte 1945–1949. Siedler, Berlin 1989
- Lutz von Pufendorf (Red.): Wegbereiter in bewegter Zeit. Ferenc Fricsay (1914–1963). Ausstellung zum 80. Geburtstag des Dirigenten im Foyer der Deutschen Oper Berlin vom 5. September bis 31. Oktober 1994, Prinzregenten-Theater München vom 12. November bis 31. Dezember 1994. Ferenc-Fricsay-Gesellschaft, Berlin 1994
- Ludwig von Pufendorf (Hrsg.): Erworben – besessen – vertan. Dokumentation zur Restitution von Ernst Ludwig Kirchners „Berliner Straßenszene“. Kerber, Bielefeld 2018